# Religiose antoniane maronite
Le Religiose Antoniane Maronite (in francese Religieuses Antonines) sono un istituto religioso femminile maronita di diritto pontificio.

## Storia
Le origini della congregazione si ricollegano con quelle dei monaci antoniani maroniti: erano monache che emettevano voto di obbedienza al superiore generale degli antoniani e vivevano secondo la regola approvata da papa Clemente XII il 17 gennaio 1740.
Il 9 maggio 1932 il consiglio generalizio dei momaci antoniani promosse la riforma della vita religiosa delle monache, la cui presenza era ormai limitata ai due conventi di Ghazir e Djezzin. Isabella Khoury e Maria Aoun furono inviate a Mar Doumit per aprire un noviziato per dare un nuovo orientamento alla vita religiosa delle monache: le antoniane, pur mantenendo i voti solenni, abbandonarono la clausura papale e iniziarono a dedicarsi all'apostolato attivo aprendo una scuola: la riforma fu approvata dalla congregazione per le Chiese orientali il 10 aprile 1940.
L'ordine fu definitivamente trasformato in congregazione di voti semplice dedita all'apostolato attivo il 6 luglio 1953 e fu reso indipendente dal ramo maschile.

## Attività e diffusione
Le suore si dedicano all'istruzione e all'educazione cristiana della gioventù, alla cura di orfani e anziani, al lavoro nei dispensari, al servizio nei seminari.
Oltre che in Libano, sono presenti in Australia, Canada, Cipro, Francia, Palestina e Stati Uniti d'America; la superiora generale risiede presso il couvent Notre-Dame des Grâces di Brummana.
Alla fine del 2015 l'istituto contava 182 religiose in 36 case.